# 허즈번드 E. 키멀

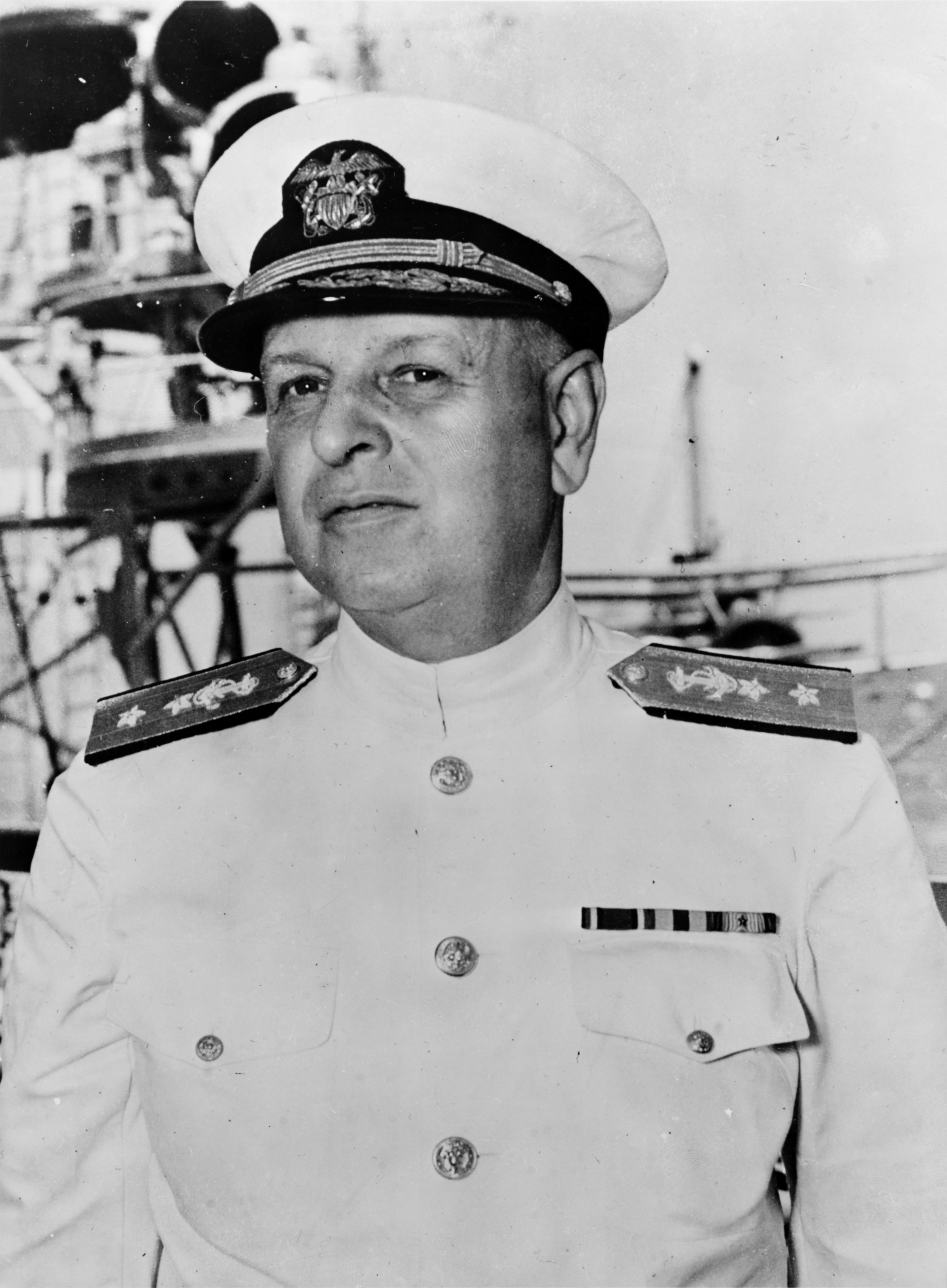
1949년 당시의 키멀

허즈번드 에드워드 키멀(Husband Edward Kimmel, 1882년 2월 26일 ~ 1968년 5월 14일)은 미국 해군의 군인이었다. 진주만에서 일본의 공격을 받던 당시 미국 함대(CINCUS)와 미국 태평양 함대(CINCPACFLT)의 총사령관이었다. 1941년 12월 공격 이후 총사령관에서 해직되었으며 4성에서 2성으로 해군소장 급이 내려갔다. 1942년 초에 해군에서 은퇴했다.

## 생애
키멀은 1882년 2월 26일, 미국 켄터키주 핸더슨에서 태어났다.
키멀의 별명은 킴(Kim), 허비(Hubbie), 무스타바(Mustafa) 등으로 다양했으며 그 중 마지막 별칭은 키멀과 케말 사이의 유사한 동음이의어에 기인한 무스타파 케말 아타튀르크의 이름을 따른 것이다.